# Wolf Traut

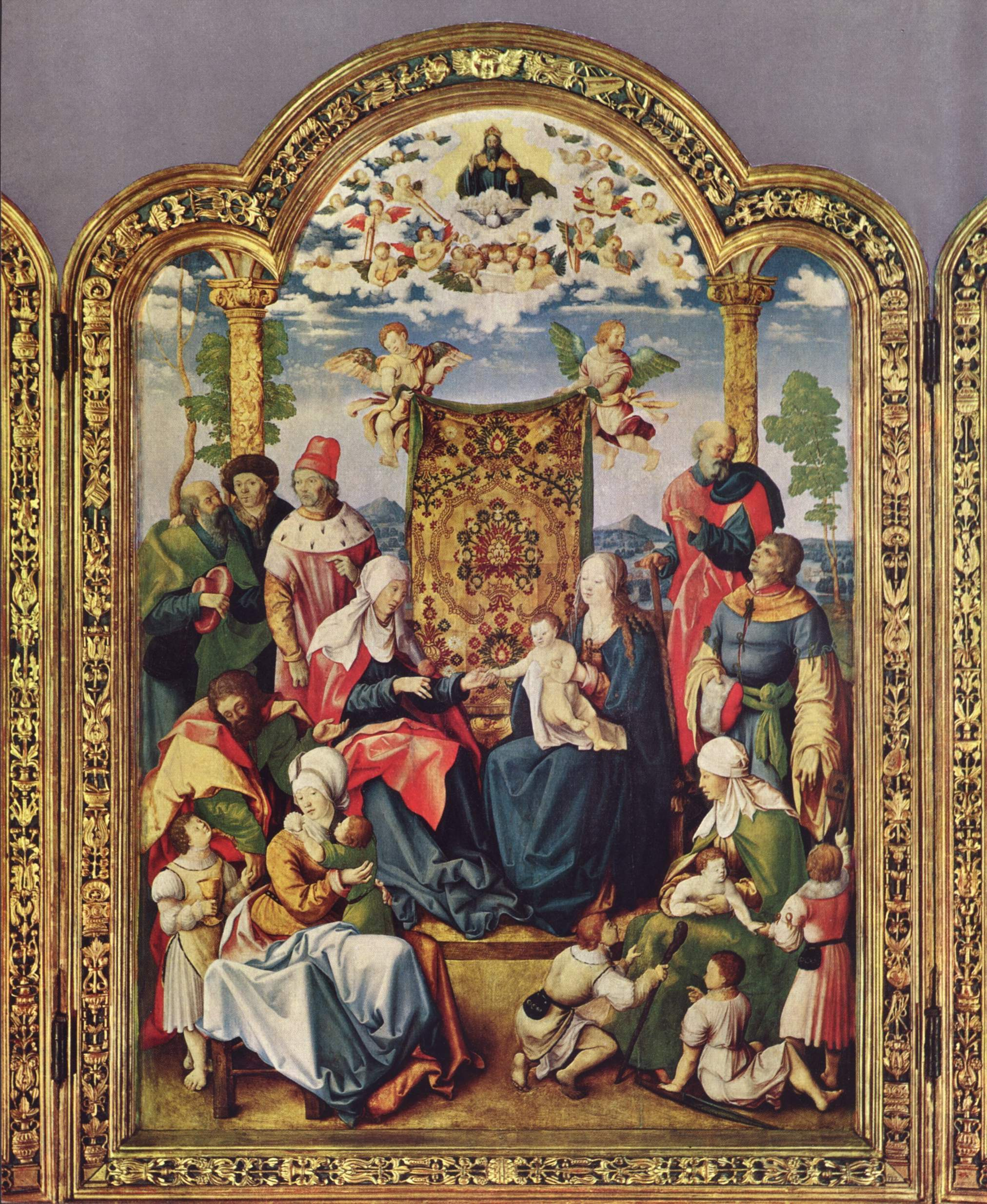
Santa Parentela, 1514, tabla central, Múnich, Bayerisches Nationalmuseum.

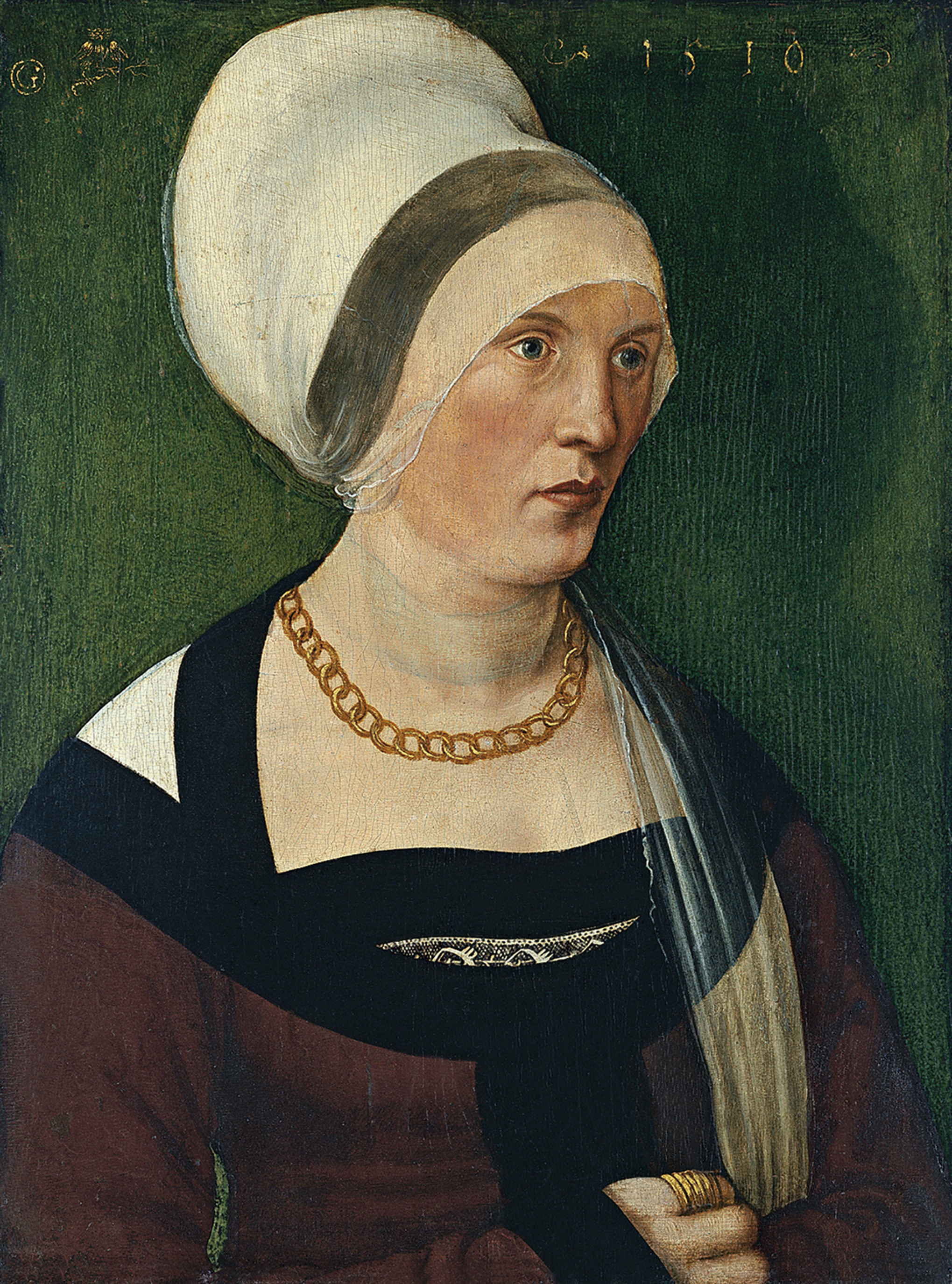
Retrato de una mujer, 1510, óleo sobre tabla, 37,5 x 28,5 cm, Madrid, Museo Thyssen-Bornemisza.

Wolf Traut (Núremberg, c. 1480-Núremberg, 1520) fue un pintor y dibujante alemán, colaborador de Durero.

## Biografía y obra
Hijo y discípulo de Hans Traut, pintor natural de Speyer y establecido en Núremberg, hacia 1504 entró a trabajar en el taller de Durero  para ocuparse  junto con Hans Baldung Grien y Hans Schäufelein de los dibujos para los grabados del libro de Ulrich Pinder Der beschlossen Gart des Rosenkrantz Marie. En 1511 era ya maestro independiente con taller propio, dedicado a la pintura de retablos, aunque colaboró todavía con Durero en los diseños de algunas de las xilografías destinadas al proyectado y ambicioso Arco de Triunfo dedicado al emperador Maximiliano.
Su primera obra importante, de hacia 1511, es el altar mayor de la iglesia de San Juan de Núremberg, para la que pintó también dos tablas de Santa Bárbara y San Juan Evangelista conservadas en el Germanisches Nationalmuseum de Núremberg. La influencia de Durero se advierte también en el Bautismo de Cristo pintado para la iglesia del monasterio de Heilsbronn, para el que trabajó de 1513 a 1518, y en la Santa Parentela, retablo pintado en 1514 para la Tuchmacher Kapelle de la iglesia de San Lorenzo conservado en el Bayerisches Nationalmuseum de Múnich.